# 1997년 선댄스 영화제
제13회 선댄스 영화제는 1997년 1월 16일에 열린 시상식이다.

## 수상 및 후보

### 심사위원대상(미국 드라마)
- 선데이 - 조나단 노지터 수상
- 올 오버 미 - 알렉스 시첼
- 어레스팅 제나 - 한나 웨이어
- Black & White & Red All Over - DeMane Davis 외 2인
- Clockwatchers - 질 스프레처
- 콜린 피츠 살아있다! - Robert Bella
- 델타 - 아이라 잭스
- Eye of God - 팀 블레이크 넬슨
- George B. - Eric Lea
- 다크니스 - 마크 펠링톤
- 더 하우스 오브 예스 - 마크 워터스
- 허리케인 - 모건 J. 프리먼
- 남성 전용 회사 - 닐 라부티
- 러브 존스 - 테오도어 윗처
- 사랑의 이름으로 - 바트 프룬디치
- 산타페 - Andrew Shea
- Slaves to the Underground - 크리스틴 피터슨
- Strays - 빈 디젤

### 심사위원대상(미국 다큐멘터리)
- 소녀들 - 티나 디 펠리시안토니오 외 1인 수상
- Act of Conscience, An - Robbie Leppzer 외 1인
- 패밀리 네임 - Macky Alston
- 피어 앤 러닝 앳 후버 엘러멘터리 - 로라 안젤리카 사이먼
- Fight in the Fields, The - Ray Tellas 외 1인
- Healthy Baby Girl, A - Judith Helfand
- 숨바꼭질 - 수 프리드리히
- John Henrik Clarke: A Great and Mighty Walk - St. Claire Bourne
- 라이센스 투 킬 - 아서 동
- Long Way Home, The - Mark Jonathan Harris
- 마이 아메리카 - 르니 타지마-페나
- New School Order - Virginia Reticker
- 폴 모넷 - 몬트 브라머
- Poverty Outlaw - Pamela Yates 외 1인
- 라이딩 더 레일스 - 렉시 러벨 외 1인
- Sick: The Life & Death of Bob Flanagan, Supermasochist - 커비 딕

### 각본상(미국 드라마)
- 선데이 - 조나단 노지터 외 1인 수상

### 심사위원특별상-앙상블연기
- 맨 어바웃 타운 - 크리스 이삭슨 수상

### 관객상 - 단편
- 허리케인 - 모건 J. 프리먼 수상
- 러브 존스 - 테오도어 윗처 수상
- 폴 모넷 - 몬트 브라머 수상

### 필름메이커 트로피
- 남성 전용 회사 - 닐 라부티 수상
- 라이센스 투 킬 - 아서 동 수상

### 감독상
- 허리케인 - 모건 J. 프리먼 수상
- 라이센스 투 킬 - 아서 동 수상

### 촬영상
- 허리케인 - 엔리크 체디억 수상
- 마이 아메리카 - Christine Choy 수상

### 표현의자유상
- 패밀리 네임 - Macky Alston 수상
- 피어 앤 러닝 앳 후버 엘러멘터리 - 로라 안젤리카 사이먼 수상

### 라틴아메리카영화대상
- 랜스케이프 오브 메모리 - Jose Araujo 수상

### 라틴아메리카영화특별언급
- 짙은 선홍색 - 아르투로 립스타인 수상

### 단편영화특별언급
- 버드하우스 - Richard C. Zimmerman 수상
- 사이폰 건 - K.C. Amos 수상